# Psicologia profunda
Historicamente, psicologia profunda, ou psicologia de profundidade, psicologia do profundo ou das profundezas (do termo alemão Tiefenpsychologie) foi cunhada por Eugen Bleuler para se referir a abordagens psicanalíticas da terapia e da pesquisa que levam em conta o inconsciente. O termo foi rapidamente aceito no ano de sua proposta (1914) por Sigmund Freud, para cobrir uma visão topográfica da mente em termos de diferentes sistemas psíquicos.
A psicologia profunda passou a se referir ao desenvolvimento contínuo de teorias e terapias pioneiras por Pierre Janet, William James e Carl Jung, além de Freud, que exploram a relação entre o consciente e o inconsciente (incluindo a psicanálise e a psicologia junguiana).

## Resumo dos elementos primários
A psicologia profunda afirma que a psique é um processo que é parcialmente consciente, parcialmente inconsciente e parcialmente semiconsciente. Na prática, a psicologia profunda procura explorar os motivos subjacentes como uma abordagem para vários transtornos mentais, com a crença de que a descoberta desses motivos é intrinsecamente curadora. Ele procura as camadas profundas subjacentes aos processos comportamentais e cognitivos. O trabalho inicial e o desenvolvimento das teorias e terapias de Sigmund Freud, Carl Jung, Alfred Adler e Otto Rank resultaram em três perspectivas principais sobre a psicologia profunda nos tempos modernos:
- Psicanalítica: Melanie Klein e Donald Winnicott (entre outros); teoria da relações de objetos; neofreudianismo
- Adleriana: psicologia individual de Adler
- Junguiano: psicologia analítica de Jung; psicologia arquetípica de James Hillman

## Visões junguianas
- O inconsciente contém experiências reprimidas e outras questões de nível pessoal, em suas camadas "superiores", e forças "transpessoais" (por exemplo, coletivas, não-eu, arquetípicas) em suas profundezas. O semiconsciente contém ou é um padrão consciente de personalidade, incluindo tudo em um espectro, da vaidade individual à personalidade do local de trabalho.[carece de fontes?]
- Arquétipos são elementos primordiais do inconsciente coletivo na psicologia de Carl Gustav Jung. Os arquétipos formam o contexto imutável a partir do qual o conteúdo das mudanças cíclicas e subsequentes derivam seus significados. A duração é o segredo da ação.[4]
- A psique gera espontaneamente simbolismo ou temas mítico-religiosos e, portanto, é de natureza espiritual ou metafísica, além de instintiva. Uma implicação disso é que a escolha de ser uma pessoa espiritual pode estar além do indivíduo, se e como a aplicamos, inclusive a aspirações não espirituais.[carece de fontes?]
- Todas as mentes, todas as vidas, estão finalmente inseridas em algum tipo de criação de mitos na forma de temas ou padrões. Portanto, a mitologia não é uma série de antigas explicações para eventos naturais, mas a riqueza e a maravilha da humanidade representadas em uma narrativa simbólica, temática e padronizada.[carece de fontes?]

## Crítica
- Fredric Jameson considera o pós-modernismo para rejeitar modelos de profundidade como os de Freud, em favor de um conjunto de múltiplas superfícies constituídas por discursos e práticas intertextuais.[5]
- O esoterismo critica as psicologias profundas (incluindo a junguiana) por reduzir o numinoso apenas ao interior e por confiar excessivamente na experiência,[6] embora essa posição também tenha sido contestada.[7]